# Lee Sung-min
Lee Sung-min (이성민, Hán tự: 李晟敏/Hán Việt: Lý Thịnh Mẫn) sinh ngày 1 tháng 1 năm 1986, thường được biết đến với nghệ danh Sungmin, là một nam ca sĩ, nhạc sĩ, diễn viên Hàn Quốc thuộc nhóm nhạc nam  Super Junior. Anh là một trong 4 giọng ca chính của Super Junior và những người nhảy tốt nhất của nhóm. Anh là một thành viên của phân nhóm Super Junior-T, Super Junior-Happy và gần đây trở thành thành viên mới của phân nhóm Super Junior-M cùng với Eunhyuk. Anh là một người nhạy cảm nhưng cũng mạnh mẽ, hơi nữ tính nhưng lại cũng khá manly, vừa sexy lại vừa vô cùng dễ thương. Fan thường gọi anh là danhobak (Tiếng Hàn: 단호박) có nghĩa là Bí ngọt (hay Sweet Pumpkin), hoặc Aegyo King do khuôn mặt mang nét trẻ con và vẻ bề ngoài dễ thương của anh.

## Tiểu sử
Sungmin sinh ra ở quận Ilsan, Goyang, Gyeonggi. Anh có một em trai là Lee Sungjin. Năm 2001, anh tham gia cuộc thi SM Youth Best Contest và đạt giành giải nhất cho Ngoại hình đẹp nhất với bạn cùng nhóm Donghae. Tiếp đó, cả hai gia nhập SM Entertainment và được đào tạo bài bản về thanh nhạc, vũ đạo và diễn xuất.
Năm 2002, Sungmin được đề cử vào dự án R&B với Xiah Junsu và một thành viên Eunhyuk. Cùng với Typhoon, Rose và Attack, sáu người đã xuất hiện lần đầu trên truyền hình trong một show có tên "Heejun vs. Kangta, Battle of the Century: Pop vs. Rock". Moon Hee-jun dạy Typhoon, Rose, và Attack cách hát rock cho đúng trong khi Sungmin, Junsu và Eunhyuk được Kangta dạy cho các kĩ thuật hát khác. Một năm sau, 6 người đã bị tách ra khi Typhoon, Rose, và Attack đã ra mắt trong rockband TRAX còn Xiah thì ra mắt cùng TVXQ. Sungmin và Eunhyuk đã cùng 10 học viên khác thành lập nên nhóm Super Junior 05, thế hệ đầu của ban nhạc dự án Super Junior. Ngay trước khi Super Junior chính thức ra mắt, Sungmin đã xuất hiện trên truyền hình với một vai phụ trong bộ phim Sisters of the Sea (vai Kang Dong-shin thời trẻ) của đài MBC.

## Sự nghiệp

### Super Junior
Xem thêm: Super Junior
Super Junior 05 chính thức ra mắt ngày 6 tháng 11 năm 2005 trên chương trình âm nhạc Inkigayo của đài SBS, trình diễn single đầu tay "TWINS (Knock Out)". Màn trình diến ra mắt đã thu hút được trên 500 fan và cả những khán giả từ Trung Quốc, Nhật Bản. Album đầy đủ được phát hành một tháng sau đó đã giành vị tí thứ 3 trên bảng xếp hạng album K-pop hàng tháng MIAK.
Vào tháng 3 năm 2006, SM Entertainment bắt đầu tuyển thành viên cho Super Junior 06. Tuy nhiên kế hoạch thay đổi khi công ty thêm vào nhóm thành viên thứ 13 Kyuhyun và tuyên bố ngừng hình thành các thế hệ Super Junior tương lai. Nhóm đã bỏ hậu tố "05", chính thức trở thành Super Junior. Nhóm mới gồm 13 người này đã giành thắng lợi lớn sau khi phát hành CD single đầu tiên "U" vào mùa hè 2006 - CD single thành công nhất của họ cho đến khi "Sorry, Sorry" ra mắt vào tháng 3 năm 2009.
Sungmin được đặt vào 3 phân nhóm của Super Junior: Tháng 2, 2007, anh cùng 5 thành viên khác được xếp vào phân nhóm thứ hai, Super Junior-T, chuyên hát những bài nhạc Trot. Và một năm sau, tháng 5 năm 2008, anh tham gia vào phân nhóm thứ 4, Super Junior-Happy. Bắt đầu từ tháng 8 năm 2010, Sungmin cùng với Donghae đã tham gia vào chuyến lưu diễn của phân nhóm Super Junior-K.R.Y, Super Junior-K.R.Y live concert với tư cách khách mời. Tháng 2, 2011, anh và thành viên Eunhyuk lại được tham gia vào mini album mới Perfection của phân nhóm Super Junior-M, thay thế thành viên người Trung Quốc Hangeng đã rời nhóm để tập trung vào các hoạt động solo.
Cho đến nay, anh đã tham gia đầy đủ 5 album phòng thu của Super Junior, 3 mini album của các phân nhóm Super Junior-T, Super Junior-Happy và Super Junior-M. Anh cũng tham gia đầy đủ trong 3 chuyến lưu diễn vòng quanh châu Á Super Show 1, 2 và 3 của nhóm, tham gia Live concert của phân nhóm Super Junior KRY và sẽ còn tiếp tục tham gia trong chuyến lưu diễn thế giới Super Show 4 World Tour cùng Super Junior, đã bắt đầu khởi động từ ngày 19, 20 tháng 11 năm 2011 tại sân vận động Gymnastics thuộc Olympic Park, thành phố Seoul. Ngoài ra anh cũng tham gia vào concert chung của đại gia đình SM, SM Town Live Concert đã tổ chức thành công ở nhiều thành phố lớn trên thế giới như Los Angeles, Paris, New York, Tokyo...

### Sáng tác
Trong album Vol. 3 Sorry, Sorry, Sungmin đã cùng thành viên Ryeowook sáng tác ca khúc Love you more. Anh có khả năng chơi nhiều loại nhạc cụ, đặc biệt là guitar. Ngoài ra còn có piano, harmonica, xyclophone...

### Diễn xuất
Sungmin đã đóng vai Kang Dong-shin thời trẻ trong bộ phim Sisters of the sea vào năm 2005 ngay trước khi Super Junior ra mắt. Năm 2006, anh tham gia series phim Banjun Theater (thuộc đài SBS) của TVXQ trong tập phim có tên Finding Lost time với tư cách khách mời, đóng vai người bạn thời phổ thông của Micky Yoochun. Vai diễn lớn đầu tiên của anh là trong bộ phim điện ảnh Attack on the Pin-up boys (Tấn công trai đẹp) cùng Super Junior do hãng SM Pictures sản xuất và được trình chiếu lần đầu vào tháng 7 năm 2007. Anh đóng vai anh chàng đẹp trai đầu tiên trong số những anh chàng đẹp trai bị tấn công bởi một kẻ giấu mặt. Đầu năm 2008, Sungmin lại tham gia vào một bộ phim ngắn khoảng 30 phút của Super Junior có tên Super Junior Unbelievable Story cùng với Leeteuk. Anh đóng vai chính mình, một thành viên của nhóm nhạc nổi tiếng Super Junior-T, người thường phải chịu cái bóng của các thành viên khác trong nhóm. Tháng 12, 2010, sau 5 năm ra mắt bộ phim truyền hình đầu tiên, Sungmin lại tham gia vào một bộ phim truyền hình của đài KBS có tên President, đóng vai Jang Sungmin, con trai thứ của nghị sĩ Jang Iljoon - một ứng cử viên tranh cử ghế Tổng thống Hàn Quốc. Bộ phim dài 24 tập và bắt đầu khởi chiếu từ ngày 15 tháng 12 năm 2010.
Năm 2009, anh tham gia vào vở nhạc kịch Akilla và đóng vai chính Ro. Năm 2010, anh tham gia vào vở nhạc kịch thứ hai của mình, Hong Gil Dong cùng với một thành viên trong nhóm là Yesung từ ngày 18 tháng 2 đến 18 tháng 4 năm 2010. Cả hai đều đóng vai Hong Gil Dong, thể hiện những khía cạnh khác nhau của vị anh hùng này. Năm 2011, anh đảm nhận vai Daniel trong vở nhạc kịch thứ ba, Jack the ripper từ 5 tháng 7 cho tới ngày 14 tháng 8 tại Hội trường Nhà hát Nghệ thuật Chungmu, Seoul.

### Dẫn chương trình
Sungmin thay thế Kangin, một thành viên cùng nhóm, làm một trong những DJ chủ chốt của Reckless Radio và cùng dẫn với Sooyoung của Girls' Generation (SNSD) vào nửa cuối năm 2007. Vào ngày 3 tháng 2 năm 2008, Sooyoung được thay thế bởi Sunny, một thành viên khác của Girls' Generation. Chương trình kết thúc vào cuối tháng 7 năm 2008.

### Hoạt động khác
Vào tháng 10 năm 2010, Sungmin là một trong số 20 ca sĩ thần tượng từ những nhóm nhạc khác nhau của Hàn Quốc cùng thu âm ca khúc Let's go để chào mừng hội nghị thượng đỉnh G20 diễn ra tại Seoul, Hàn Quốc. Anh đã cùng tham gia với các đàn em trong SM Entertainment là Seohyun, Jonghyun và Luna.

### Mạng xã hội
Bắt đầu từ tháng 4 năm 2011, có một tài khoản twitter với ID @Mystericsmile xuất hiện nhưng mãi đến ngày 9 tháng 8 các fan mới biết đến tài khoản này khi nó được một thành viên của Super Junior là Siwon follow. Mọi người đã cho rằng đây là tài khoản twitter chính thức của Sungmin. Nhưng vài ngày sau đó, em trai của Sungmin là Lee Sungjin đã đưa ra thông báo rằng anh trai của anh chẳng hề có tài khoản twitter nào cả, địa chỉ @Mystericsmile đó hoàn toàn là giả. Anh cũng nói thêm đó là lý do tại sao anh trai mình không thích Twitter.
Trước đó, vào năm 2010 thì Sungmin đã từng có một tài khoản twitter là @myblacksmile nhưng anh đã tự xóa bỏ nó chỉ sau vài tháng sử dụng, thậm chí anh cũng xóa bỏ cả Cyworld của mình. Hiện nay anh đang sử dụng me2day và Naver blog để update tin tới các fan với tên account là #ittiban (tiếng Nhật, có nghĩa là "người giỏi nhất").

## Đĩa nhạc

### Singles và nhạc phim
| Năm  | Tựa đề                          | Bài hát                                                  | Định dạng      | Nghệ sĩ                                                        | Ghi chú                       |
| ---- | ------------------------------- | -------------------------------------------------------- | -------------- | -------------------------------------------------------------- | ----------------------------- |
| 2007 | Student's Cheer song            | 소중한 열매 (Power)                                      | Digital Single | Sungmin feat. CSJH Dana/Lina                                   |                               |
| 2007 | Homicide Investigation Team OST | 히트 (H.I.T)                                             | OST            | KRY, Kangin, Sungmin, Donghae                                  |                               |
| 2008 | SJ-T Rokkuko album Japanese ver | Asita No Tameni 明日のために (For Tomorrow)              | Track          | Sungmin feat. Japanese duo Moeyan ソンミン(SuperJunior-T×ﾓｴﾔﾝ) |                               |
| 2008 | Sanggeunie's Hope album         | Jiguem Mannaro Gayo 지금 만나러 가요 (Now We Go to Meet) | Track          | Yesung, Sungmin                                                | viết lời bởi Leeteuk, Sungmin |
| 2010 | Haru OST                        | Angel                                                    | OST            | Sungmin, Eunhyuk, Donghae, Ryeowook, Kyuhyun                   |                               |
| 2010 | KBS2TV President OST            | 입술을 깨물고 (Biting my Lips)                           | OST            | Sungmin, Ryeowook, Kyuhyun                                     | Sungmin đóng trong phim       |

## Phim, nhạc kịch đã tham gia

### Phim điện ảnh
| Năm  | Tựa đề                                        | Vai diễn | Ghi chú                         |
| ---- | --------------------------------------------- | -------- | ------------------------------- |
| 2007 | Attack on the Pin-Up Boys (Tấn công trai đẹp) | Sungmin  | phát hành giới hạn tại Hàn Quốc |

### Phim truyền hình
| Năm  | Tựa đề                          | Vai diễn                       | Kênh | Ghi chú      |
| ---- | ------------------------------- | ------------------------------ | ---- | ------------ |
| 2005 | Sisters of the Sea              | Kang Dong-shin thời trẻ        | MBC  | (Tập 1 ~ 60) |
| 2005 | Charnel House Boy               | một cầu thủ bóng chày thời trẻ | KBS  | 1 tập        |
| 2006 | Finding Lost Time               | Bạn của Micky Yoochun          | SBS  | 1 tập        |
| 2008 | Super Junior Unbelievable Story | Sungmin                        | MBC  | một tập      |
| 2010 | President                       | Jang Sungmin                   | KBS  | 16 tập       |

### Nhạc kịch
| STT | Tựa đề               | Vai diễn                | Thời gian                          | Ghi chú                                                              |
| --- | -------------------- | ----------------------- | ---------------------------------- | -------------------------------------------------------------------- |
| 1   | Akilla               | Ro                      | 2009                               | Vai chính                                                            |
| 2   | Hong Gil Dong        | Hong Gil Dong           | 18 tháng 2 đến 18 tháng 4 năm 2010 | Vai chính, đóng cùng thành viên Yesung                               |
| 3   | Jack the Ripper      | Bác sĩ - thám tử Daniel | 5 tháng 7 đến 14 tháng 8 năm 2011  | Vai chính, diễn cùng thời gian với nhạc kịch của Kyuhyun và Ryeowook |
| 4   | Summer Snow          | Jin Ha                  | 2013                               | Vai chính                                                            |
| 5   | The Three Musketeers | D'Artagnan              | 2013                               | Vai chính                                                            |
| 6   | Vampire              | Dracula                 | 2014                               | Vai chính                                                            |

### Xuất hiện trong các Music Video
| Năm  | Bài hát                   | Nghệ sĩ                           | Vai diễn       |
| ---- | ------------------------- | --------------------------------- | -------------- |
| 2009 | S.E.O.U.L MV              | Super Junior và Girls' Generation | Phóng viên ảnh |
| 2010 | World Cup Victory Korea   | Super Junior-Happy                | Sungmin        |
| 2010 | G20 Seoul Summit Let's Go | 2010 G20 Seoul summit             | Sungmin        |

## Chương trình truyền hình
| Năm  | Kênh | Tên chương trình             | Ghi chú                                                   |
| ---- | ---- | ---------------------------- | --------------------------------------------------------- |
| 2007 | MNET | Hello Chat                   | Làm VJ với Shindong                                       |
| 2007 | MNET | Idol World                   | MC thường xuyên, cùng SJ-T                                |
| 2008 | MBC  | Idol Army Season 1           | MC thường xuyên, cùng SJ-H                                |
| 2008 | MBC  | Unbelievable Outing Season 3 | Với Leeteuk, Shindong, Eunhyuk, Donghae, Yesung và Kangin |
| 2009 | KBS  | Miracle Show                 | Với Leeteuk, Shindong, Eunhyuk và Kangin                  |
| 2009 | KBS  | Intimate Note                | Ep. 24 & 25. cùng Super Junior                            |
| 2009 | MBC  | Oppa Band                    | MC thường xuyên Vocalist/Guitarist. Cùng TRAX Jungmo      |
| 2011 | SBS  | Happy Together Season 3      | Ep. 176.                                                  |

2012 KBS Kiss the radio DJ cùng với Ryeowook

## Dẫn chương trình Radio
| Ngày                                                                            | Tên                                     | Ghi chú                                    |
| 4 tháng 6 năm 2007 –3 tháng 2 năm 2008 3 tháng 2 năm 2008 – 30 tháng 7 năm 2008 | Chunji Reckless Radio (천방지축 라디오) | với Sooyoung với Sunny                     |
| 23 tháng 11 năm 2011 đến nay                                                    | Super Junior Kiss the Radio (Sukira)    | với Ryeowook (thay thế Leeteuk và Eunhyuk) |